# Budislav (jméno)
Budislav je mužské křestní jméno slovanského původu. Vykládá se jako „probouzej slávu“ nebo „buď slavný“.
Podle staršího kalendáře má svátek 2. prosince.

## Budislav v jiných jazycích
- Bulharsky, srbochorvatsky: Budislav

## Známí nositelé jména
- Budislav Šoškić – prezident Černé Hory